# Gatti (famiglia)

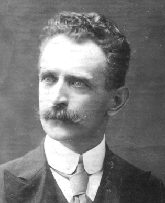
Fotografia di Girolamo Gatti (Gonzaga 1866 - Firenze 1956), celebre in politica e in campo medico: fu esponente del partito socialista, Senatore del Regno dal 1913 e nel 1937 Commendatore della Corona d'Italia, fu autore di numerosi trattati di chirurgia e anche Presidente della Facoltà di Medicina a Firenze, città dove si spense all'età di ottantanove anni.

I Gatti sono stati una famiglia lombarda originaria di Gonzaga e appartenente al ceto agrario possidente, assurta a particolare ricchezza e influenza politica tra età napoleonica e Restaurazione. Il loro patrimonio fondiario si estendeva, oltre che a Gonzaga, anche a Moglia e Concordia sulla Secchia nel modenese. Residente a Modena e Bologna, il successivo spostamento a Milano ha interessato il ramo dei Gatti Grami a causa della parentela contratta con i Sessa, nobile famiglia alla cui estinzione i Gatti Grami hanno ereditato cognome e sostanze. Annovera fra i suoi membri Angelo Gatti Grami, esponente del Risorgimento mantovano, e Girolamo Gatti, Senatore del Regno d'Italia e Commendatore dell'Ordine della Corona d'Italia.

## Storia della famiglia

### Origini e discendenze principali
La famiglia Gatti (di Gonzaga) ha il suo capostipite documentato in Giovanni, possidente terriero vivente in Gonzaga nella prima metà del Settecento. Dal suo matrimonio con Elisabetta Sissa si divisero due discendenze principali: il primogenito Domenico diede origine alla linea dei Gatti Grami, che continua in linea maschile sino ad oggi; in particolare, il secondo cognome Grami entrò nell'uso di questo ramo a partire dal figlio di Domenico, Giuseppe, nato nel 1767 da Maria Grami e battezzato soltanto come Giuseppe Gatti. Questi aggiunse il cognome Grami solo in età adulta, per volontà di un cugino materno, ultimo discendente di una ricca famiglia possidente di Moglia, che morì senza figli e rovinato dal gioco.
Il terzogenito Giuseppe (1748 - ?), marito di Antonia Scarpari, è capostipite invece del ramo che diede i natali a Federico Gatti, proprietario a metà Ottocento di un vasto patrimonio fondiario a Gonzaga e padre di Girolamo Gatti (1866 - 1956); questa linea tuttavia si estinse in linea maschile proprio con lo stesso Girolamo, avendo avuto dalla moglie Eleonora Guarnieri solo figlie femmine.

### L'accrescimento dei beni fondiari

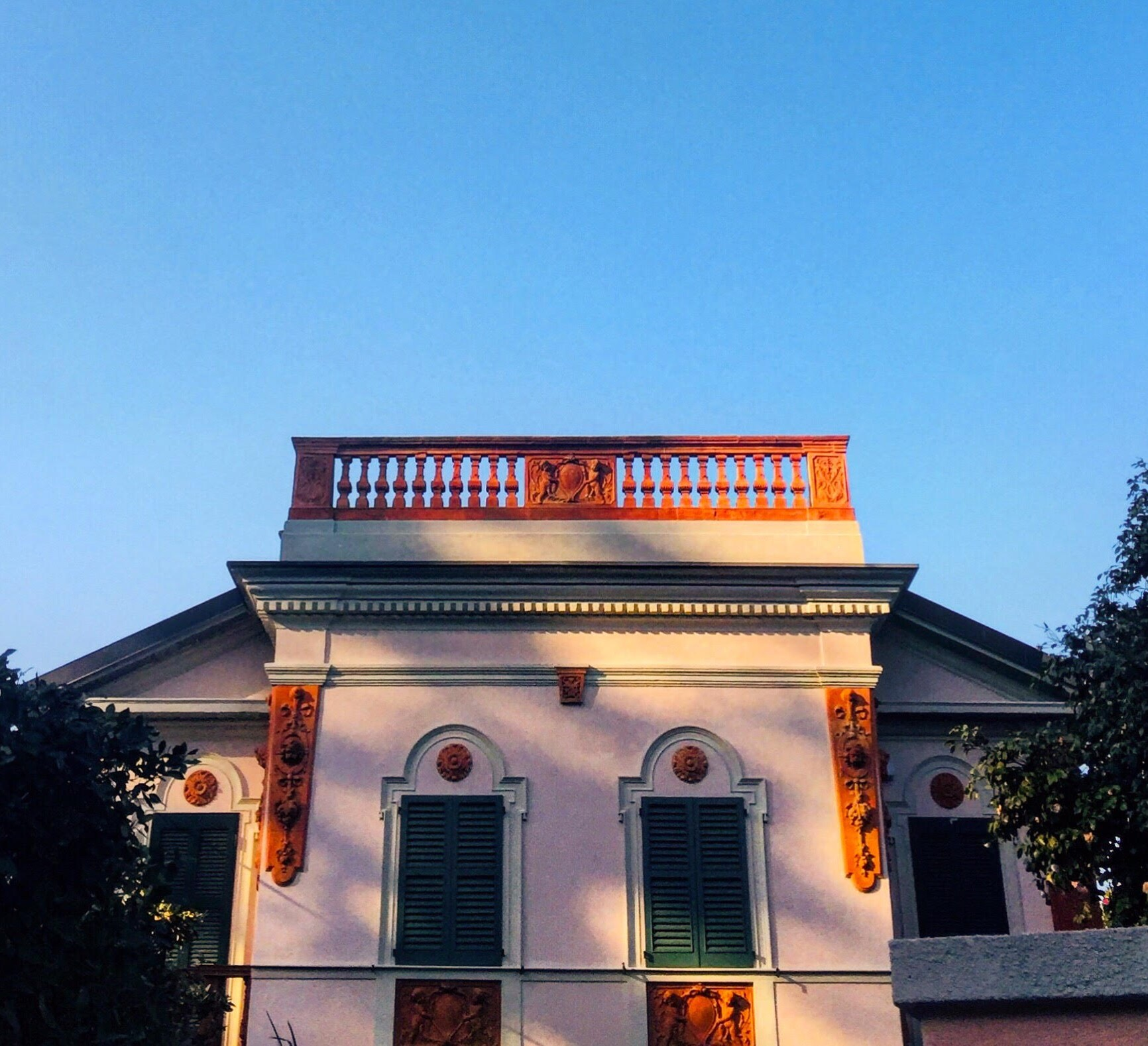
Villa Galli - Gatti Grami a Meina sul Lago Maggiore, un tempo dimora delle famiglie Galli, notai novaresi, e in seguito dei Gatti Grami.

Il confuso periodo che va dall'occupazione delle truppe francesi al Regno d'Italia sino alla Restaurazione (1796 - 1815) fu per i Gatti il principio della loro fortuna: in quel ventennio i fratelli Domenico e Giuseppe coi loro figli, sfruttando le confische e la svendita dei beni ecclesiastici, riuscirono ad accumulare un ingente patrimonio fondiario che andava ad aggiungersi a quello già ereditato dal padre Giovanni Gatti. La ricchezza della famiglia aumentò quindi considerevolmente, e con essa anche il prestigio se nel 1807 il Viceré d'Italia Eugenio di Beauharnais nominò Giuseppe Gatti Consigliere per il Dipartimento del Mincio. L'omonimo nipote Giuseppe, figlio di Domenico, si impegnò invece, dopo l'accrescimento delle terre, in una politica di sviluppo della loro produttività: il sistema della mezzadria fu limitato a favore di un controllo più diretto dei terreni, mentre la tendenza degli affittuari e dei mezzadri a non corrispondere o ritardare i pagamenti o i canoni in natura richiesti furono spesso corrisposti con ricorsi di tipo giudiziario.
Giuseppe Gatti Grami contrasse due matrimoni: il primo con Domenica Scarpari, parente di Antonia Scarpari, moglie dello zio omonimo Giuseppe Gatti, il secondo con Anna Maria Zaccaria, appartenente a nobile ed antica famiglia cremonese. Dei figli, tutti nati dal primo matrimonio, Angelo assunse la conduzione del patrimonio familiare, Anselmo divenne dottore in medicina e medico primario del comune di San Benedetto Po, mentre Emilia Gatti Grami andò in sposa nel 1849 al Commendatore della Corona d'Italia Giovanni Bortolucci, Deputato al Parlamento del Regno dal 1865 al 1882; Rosalinda e Matilde non si sposarono.

### Il ramo Gatti Grami di Moglia

#### L'età risorgimentale
L'epoca in cui visse la discendenza di Domenico e Giuseppe Gatti furono anni di fermento politico: i moti del 1848 e le Guerre d'indipendenza erano alle porte. Di fronte a questi eventi, l'accortezza con cui i Gatti rivolsero i propri interessi alla cura e al mantenimento dei propri beni si accompagnò all'impegno politico sul territorio: già si è detto del ruolo di Giuseppe Gatti come Consigliere per il Dipartimento del Mincio sotto i francesi; negli anni quaranta invece, sotto il restaurato potere asburgico, fu la volta di Angelo Gatti Grami che venne nominato membro della Congregazione Provinciale di Mantova, i cui sette componenti venivano scelti fra i possidenti nobili o borghesi della provincia i cui beni avessero un valore censuario non inferiore ai 2000 scudi. L'attività di Angelo Gatti all'interno di questo collegio fu inizialmente volta alla collaborazione col governo centrale, ma presto, resosi conto dell'ininfluenza degli organismi rappresentativi nei confronti delle autorità, pensò che la cacciata degli austriaci fosse l'unica speranza per il territorio mantovano: lo scoppio della Prima guerra di indipendenza nel 1848 parve l'occasione giusta per agire. Il Gatti organizzò quindi segretamente con Pietro Panzani ed altri il movimento di cospirazione e propaganda anti-austriaca che animò il distretto di Gonzaga sino alla fine della guerra, la quale però si concluse con la vittoria degli austriaci. Da quel momento per il Gatti, già vittima di delazioni e una denuncia e quindi tenuto sotto controllo dalla polizia che sospettava fortemente di lui, fu sempre più difficile continuare l'attività politica in seno alla Congregazione Provinciale, fino al punto in cui, nel luglio del 1849, una petizione sottoscritta da cinque dei sette membri della Congregazione contro le imposte per il mantenimento dell'esercito austriaco, causò a lui e agli altri sottoscrittori una pesante multa, seguita per il Gatti dall'apertura di un'istruttoria circa le sue attività durante la guerra e per l'ingegnere Arrivabene addirittura dalla prigione: gli esiti dell'istruttoria, che potevano prevedere la confisca dei beni e anche la pena di morte per alto tradimento fu scampata con la fuga e l'esilio. Il Gatti infatti riparò nel Regno di Sardegna, portando con sé la moglie Anna Coppini e i figli Giuseppe e Pompeo.
Il ritorno a Mantova fu precluso per più di un decennio, dal momento che gli austriaci sorvegliavano con una fitta rete di spie e informatori le attività dei cittadini.
Con lo scoppio della Terza guerra di indipendenza, Pompeo, il figlio più giovane di Angelo Gatti, si arruolò come volontario tra le file dell'esercito sabaudo, e così fece anche il cugino Federico Gatti, figlio di Gerolamo e Maria Teresa Moretti e nipote del predetto Giuseppe Gatti: essi, combattendo per la liberazione della Lombardia dal giogo austriaco, si guadagnarono la promozione a ufficiali del Regio Esercito.

#### La vendita dei possedimenti a Gonzaga
Poco tempo dopo la morte di Angelo Gatti Grami (1863), una volta nato il Regno d'Italia, fu possibile il ritorno dei Gatti Grami a Gonzaga e il loro pieno recupero nel possesso dei beni. Il mantenimento delle rendite agricole si rivelò però meno conveniente rispetto al passato: la lunga assenza aveva reso difficile sia i rapporti con i mezzadri e i fittavoli, sia la gestione pratica di un così grande patrimonio come quello da loro ereditato. Quindi nel 1864 Anna Coppini vedova Gatti Grami, in accordo coi figli e consigliata dai cognati Anselmo Gatti e Giovanni Bortolucci, fece stilare l'atto di vendita di una parte dei beni a favore di diversi acquirenti, il maggiore dei quali fu il curato di Moglia don Luigi Zucchi.

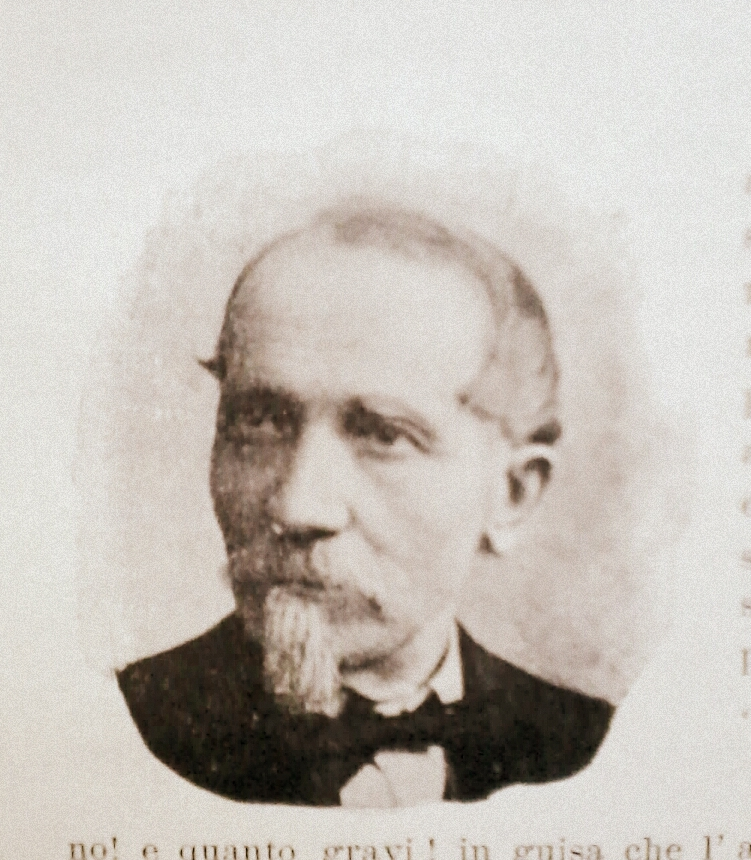
L'Onorevole Giovanni Bortolucci (1819 - 1900), marito di Emilia Gatti Grami. Deputato al Parlamento del Regno d'Italia dal 1865 al 1882, fu tra i maggiori esponenti del partito cattolico liberale dei suoi tempi.

Grazie al guadagno ottenuto dalla vendita, i fratelli Giuseppe e Pompeo Gatti Grami accumularono un ingente capitale col quale fondarono una società, attiva a Moglia, Modena e Parma nei settori della produzione e commercio di prodotti agricoli e da allevamento.
Restava comunque cospicuo il patrimonio terriero a Moglia: nel 1889, Giuseppe Gatti Grami, allora sindaco del comune, risultava primo estimato della comunità mogliese.

#### Giovanni Bortolucci
Ebbe importanza per il ramo dei Gatti Grami il matrimonio, celebrato nel 1849, tra Emilia Gatti Grami e il cavalier Giovanni Bortolucci, il quale, assieme al cognato Anselmo Gatti Grami, sostenne i figli orfani di Angelo Gatti Grami, Giuseppe e Pompeo. Il Bortolucci nel 1866 era stato eletto Deputato alla Camera del Regno nel gruppo dei cattolici liberali. Sono noti i convegni politici di ispirazione cattolica organizzati da Giuseppe Bortolucci, Emilia Gatti Grami e i nobili Campello della Spina, ai quali presero parte esponenti di spicco del partito cattolico di quei tempi, come Cesare Cantù, il conte Cesare Valperga di Masino e il barone Vito D'Ondes Reggio e dove fiorì l'opposizione alla politica anti-clericale del neonato governo italiano.

### Il ramo Gatti di Gonzaga
Benché con la costituzione della società a gestione familiare i Gatti Grami si fossero adoperati per rendere nuovamente produttive le proprietà terriere superstiti a Moglia, erede delle ininterrotte tradizioni fondiarie fu il loro cugino Federico Gatti, abitante a Gonzaga e detentore ancora di vasti possedimenti provenienti in parte dall'asse ereditario del bisnonno Giovanni Gatti, in parte da acquisti e doti matrimoniali. Tornato dalla guerra col grado di Tenente del Regio Esercito, il Gatti sposò Zeffira Sofia Orsi dalla quale, come si è detto sopra, ebbe il figlio Girolamo che negli anni a seguire fu avviato, secondo una tradizione consolidatasi in famiglia, agli studi in medicina, ma senza trascurare un'educazione volta anche alla gestione del patrimonio fondiario.

### Sviluppo imprenditoriale e carriera di Girolamo Gatti
La società fondata dai fratelli Gatti Grami prosperò con profitto durante tutta la seconda metà dell'Ottocento, sino allo scoppio della Prima Guerra Mondiale, specializzandosi con i figli di Giuseppe Gatti Grami e Barbara Trussi, anch'essa proveniente da famiglia possidente: il primogenito Attilio si occupò di allevamento e industria casearia, mentre il terzogenito Angelo della produzione agricola delle terre a Moglia. Degli altri figli, il secondogenito Anselmo diede avvio a Modena ad un'impresa attiva nella produzione di prodotti chimici per il mercato farmaceutico, mentre il quartogenito Pompeo apriva nella stessa città un negozio di oreficeria.
Tra Ottocento e Novecento si sviluppò contemporaneamente la brillante carriera politica del medico chirurgo Girolamo Gatti, figlio di Federico Gatti: eletto nel 1897 tra le file dei socialisti come Deputato per la circoscrizione di Ostiglia, fu riconfermato nelle due successive legislature sino al 1909. La sua attività politica mirò al sostegno della piccola e media proprietà terriera e delle leghe agrarie, realtà assai diffusa nel mantovano, finendo tuttavia col tempo per scontrarsi con le ali del partito socialista più vicine al marxismo: si avvicinò quindi sempre più ai democratici e ai liberali sino ad abbandonare del tutto il partito socialista nel 1913, anno in cui fu eletto Senatore del Regno.

### Il Novecento

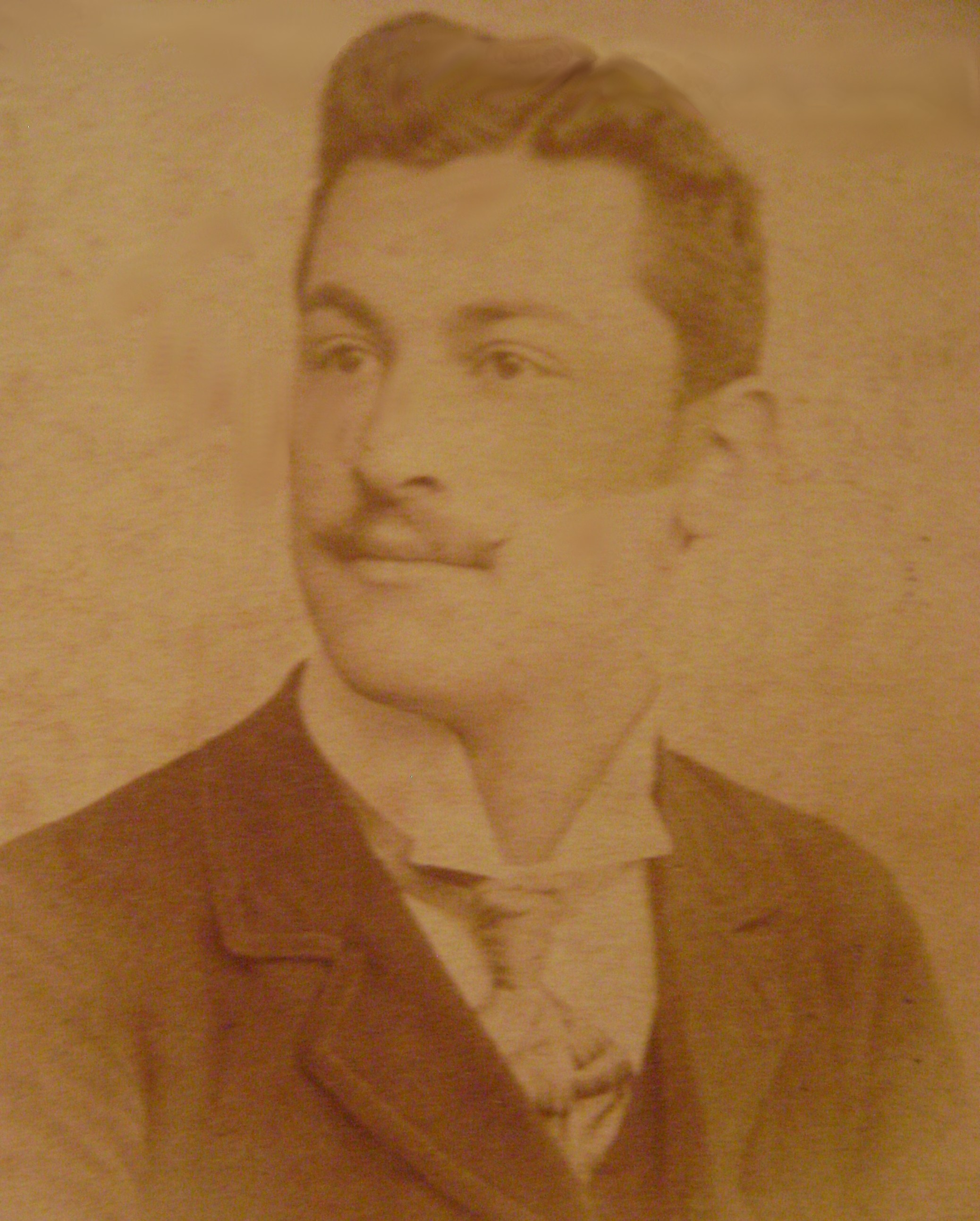
Anselmo Gatti Grami agli inizi del Novecento. Era figlio di Giuseppe Gatti Grami e Barbara Trussi. Dopo la laurea in medicina, divenne 1º Capitano del Regio Esercito nel Corpo della Sanità Militare durante la Grande Guerra.

La prima guerra mondiale vide i Gatti impegnati in campo sanitario: Girolamo Gatti fu chiamato ad assumere la Direzione dell'Ospedale da campo della Croce Rossa, mentre Anselmo Gatti Grami fu 1º Capitano del Regio Esercito nel Corpo della Sanità Militare. Negli anni immediatamente successivi alla guerra si consumò la crisi della Società F.lli Gatti che si concluse con la vendita del patrimonio fondiario a Moglia: terminava così la lunga tradizione dei Gatti nella veste di imprenditori agricoli.
Gli anni successivi alla Grande Guerra videro la famiglia aderire al fascismo: Anselmo Gatti Grami ricevette nel 1924 la Medaglia di Bronzo per la Marcia su Roma, mentre suo cugino Girolamo Gatti, membro come si è detto del Senato del Regno, aderì con altrettanta convinzione al regime, fondando a Firenze nel 1925 l'Associazione Studentesca Fascista, fatto per il quale ebbe la tessera ad honorem al partito. Avrebbe tuttavia pagato questa militanza: nel novembre del 1945 l'Alta Corte di Giustizia dichiarò il Gatti decaduto dal seggio senatoriale, avendo come molti altri contribuito a mantenere col proprio voto il regime fascista.
Nel 1946 si celebrò a Milano il matrimonio tra Giovanni Gatti Grami, figlio di Anselmo, e Carla Sessa, ultima discendente di un ramo dei nobili Sessa: alla morte di quest'ultima, i Gatti Grami hanno aggiunto per sua volontà il cognome Sessa al proprio, acquisendo l'eredità patrimoniale e storica di quell'antico casato milanese, estinto in linea maschile nei rami consanguinei di Daverio e Arzago d'Adda, il primo dei quali aveva ottenuto il riconoscimento del titolo di nobile dalla Consulta araldica nel 1902. Delle numerose sorelle di Giovanni Gatti Grami sono degne di menzione Anna Maria, madre del direttore d'orchestra e pianista Leone Magiera, e Assunta, che sposò l'avvocato Piero Padovani, fratello del Commendatore Cav. Vittorio Padovani, assassinato dalle Brigate Rosse nel 1976.